# 在家 (さいたま市)
在家（ざいけ）は、埼玉県さいたま市桜区の大字。郵便番号は338-0813。

## 地理
さいたま市桜区北部の沖積平野（荒川低地）に位置する東西に長い矩形の堤内地を有する地区。地区の東側で白鍬に、南側で宿や五関（飛び地）に、西側で昭和に、北側で島根に接する。全域が市街化調整区域である。住宅地が東部にあるが、西部は荒川堤防まで耕地整理された田圃や大久保浄水場があるのみで、宅地はない。西部から東部にかけて江川が流れ、鴨川に合流する。地区の南方の荒川の河川区域内に入会地由来の飛び地がある。地内の荒川堤防ではさいたま築堤事業によって、堤防のかさ上げ工事が実施されている。

### 小字
- 根切[6]、稲荷、鶉貝戸、碇り、迎田、大角、道免、志加田、折柳、堀合、油田、武低、松の木、二重川、谷中、八貫野

## 歴史
もとは江戸期より存在した武蔵国足立郡植田谷領に属する在家村で、古くは水判土荘に属していたと云われている。村高は『武蔵田園簿』では347石余、『元禄郷帳』では290石余、『天保郷帳』では297石余。化政期の戸数は30軒で、村の規模は東西14町余、南北3町余であった。
- 発足当初は幕府領、1633年（寛永10年）より知行は旗本小笠原氏、1727年（享保12年）より知行は旗本小笠原氏およびその分家による相給[7]。なお、八貫野の持添新田は1731年（享保16年）より幕府領である。なお、検地時期は不詳[7]。
- 幕末時点では足立郡在家村であった。明治初年の『旧高旧領取調帳』の記載によると、代官大竹左馬太郎支配所が管轄する幕府領と旗本小笠原靭負の知行であった[9]。
- 1868年（慶応4年）6月19日 - 旧幕府領が武蔵知県事・山田政則（忍藩士）の管轄となる。
- 1869年（明治2年） 
  - 1月13日 - 武蔵知県事・宮原忠英の管轄区域に大宮県を設置。県庁は東京府馬喰町に置かれる。
  - 9月29日 - 県庁が浦和に置かれ浦和県に改称。
  - 12月2日 - 旗本領が上知され、浦和県の管轄となる（府藩県三治制も参照）。
- 1871年（明治4年）11月13日 - 第1次府県統合により埼玉県の管轄となる。
- 1879年（明治12年）3月17日 - 郡区町村編制法により成立した北足立郡に属す。郡役所は浦和宿に設置。それに伴い郡内に同名の村（現・川口市安行領在家）が存在したため、植田谷領を冠称して植田谷領在家村となる[7]。
- 1889年（明治22年）4月1日 - 町村制施行に伴い、植田谷領在家村は上足立郡上大久保村・下大久保村・五関村・植田谷領領家村・宿村・塚本村・白鍬村・神田村・植田谷本村新田の一部と合併し、大久保村になり[10][11]、大久保村の大字植田谷領在家となる[7]。
- 時期不明（明治末年頃） - 大字植田谷領在家から植田谷領が取れ、大字在家に改称される[7]。
- 1955年（昭和30年）1月1日 - 土合村・大久保村が浦和市へ編入され[10][12]、浦和市の大字となる。
- 1964年（昭和39年）3月 - 地内に大久保浄水場の建設に着手される（給水開始は1968年4月）。
- 1969年（昭和44年） - 大字在家の一部が大宮市へ編入される[7]（翌年の大字昭和創設のための準備）。
- 1970年（昭和45年）7月1日 - 大宮市大字在家（前年に編入）の一部から大宮市大字昭和が成立[13]。
- 1989年（平成元年）4月 - 浦和市・与野市荒川総合運動公園（現、荒川総合運動公園）が開園する[14]。
- 2001年（平成13年）5月1日 - 浦和市・大宮市・与野市が合併し、さいたま市が発足。同市の大字となる。
- 2003年（平成15年）4月1日 - さいたま市が政令指定都市に移行し、同市桜区の大字となる。

## 世帯数と人口
2017年（平成29年）9月1日現在の世帯数と人口は以下の通りである。
| 大字 | 世帯数  | 人口  |
| ---- | ------- | ----- |
| 在家 | 156世帯 | 368人 |

## 小・中学校の学区
市立小・中学校に通う場合、学区（校区）は以下の通りとなる。
| 番地 | 小学校                   | 中学校                   |
| ---- | ------------------------ | ------------------------ |
| 全域 | さいたま市立大久保小学校 | さいたま市立大久保中学校 |

## 交通
地内に鉄道は敷設されていない。埼京線与野本町駅までは2.5キロほど離れている。県道に「在家」停留所が設置されており、北浦和駅への路線バスがある。

### 道路
- 埼玉県道57号さいたま鴻巣線
- 埼玉県道155号さいたま武蔵丘陵森林公園自転車道線（荒川自転車道）[16]
- 荒川総合運動公園通り[16]

## 施設
- 大久保浄水場[16]
- 埼玉県動物指導センター 南支所
- 荒川総合運動公園
- 在家集会所
- 林鐘寺
- 江川公園